# 키셰인 톰프슨
키셰인 톰프슨(영어: Kishane Thompson, 1997년 7월 18일~)은 자메이카의 육상 선수로 주 종목은 단거리 달리기이다. 2024년 하계 올림픽 남자 100m 은메달을 획득했다.